# Kleine reuzenzakdrager
De kleine reuzenzakdrager (Canephora hirsuta) is een nachtvlinder uit de familie zakjesdragers (Psychidae). Het volwassen vrouwtje is vleugelloos, ook de pootjes zijn tot stompjes gedegenereerd. De spanwijdte van het mannetje bedraagt 20 tot 25 millimeter. De habitat bestaat uit open droog landschap. De soort komt verspreid over het vasteland van Europa voor.

## Waardplanten
De kleine reuzenzakdrager is polyfaag op struiken en loofbomen en kruidachtige planten.

## Voorkomen in Nederland en België
De kleine reuzenzakdrager is in Nederland en België een zeer zeldzame vlinder. De soort kent één generatie die vliegt van mei tot juli.